# YDbDr
| Sigles de 2 caractères   |
| Sigles de 3 caractères   |
| Sigles de 4 caractères   |
| ► Sigles de 5 caractères |
| Sigles de 6 caractères   |
| Sigles de 7 caractères   |
| Sigles de 8 caractères   |

Le modèle YDbDr ou plus précisément Y'DbDr est l'espace de couleur utilisé dans la norme de télévision couleur SÉCAM.

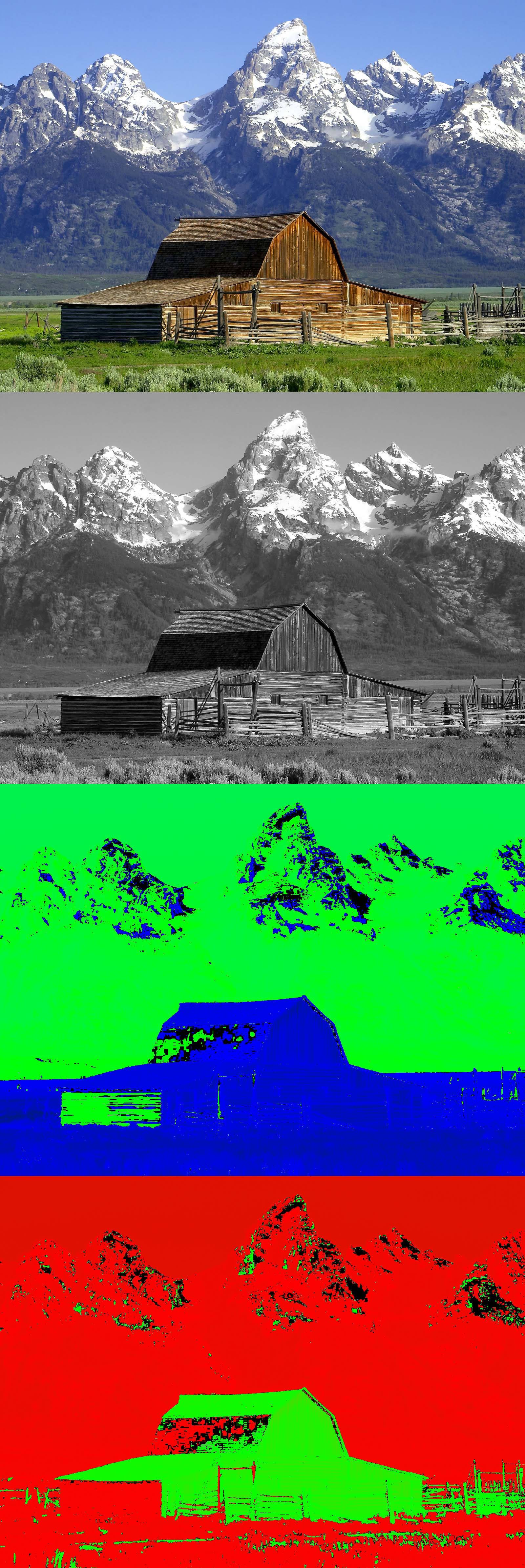
Décomposition d'une image en YDbDr.

## Intérêt et principe
Ce standard a été développé à une époque où il fallait assurer la compatibilité entre des récepteurs de télévision noir et blanc et des récepteurs couleur.
La couleur étant créée par la juxtaposition de trois types de luminophores rouge (R), vert (anglais : green, G) et bleu (B), il faut transmettre trois composantes, trois signaux. Cependant, le noir et blanc ne comprend qu'une seule teinte, le niveau de gris. Les trois signaux transmis ne sont donc pas les trois composantes RGB mais la teinte de gris Y ou Y', et la différence entre cette teinte et deux autres composantes.
Ainsi, un récepteur noir et blanc ne traitera que la composante Y ou Y' et les récepteurs couleur déduiront les trois composantes chromatiques par simple soustraction. Schématiquement, on transmet trois composantes Y, U et V :
Y ≃ R + G + B
U ≃ B – Y
V ≃ R – Y
et dans le cas d'un récepteur couleur, on déduit :
R ≃ Y + V
G ≃ (–Y – U – V)
B ≃ Y + U
Dans la pratique, les luminophores n'ont pas le même rendement, on applique donc des coefficients correcteurs.

## Équations
Y' représente la luma (à ne pas confondre avec la luminance relative notée Y, le symbole prime de Y' indiquant une correction gamma), et Db et Dr sont les différences de couleur bleue et rouge. Les composantes Y'DbDr entretiennent les relations suivantes avec les composantes de l'espace de couleur RGB (rouge R, vert G, bleu B) :
{\displaystyle Y'=0,299R+0,587G+0,114B}
{\displaystyle Db=+1,505(B-Y')+=-0,450R-0,883G+1,333B}
{\displaystyle Dr=-1,902(R-Y')=-1,33R+1,116G+0,217}
L'espace Y'DbDr est très proche de l'espace Y'UV. Le passage entre DbDr et UV se fait grâce aux relations suivantes :
Db = + 3,059 U
Dr = – 2,169 V
Une variante de la norme PAL, appelée PAL-N utilise elle aussi l'espace colorimétrique Y'DbDr.